# Конвенто Капучини (Фођа)
Конвенто Капучини (итал. Convento Cappuccini) је насеље у Италији у округу Фођа, региону Апулија.
Према процени из 2011. у насељу је живело 2 становника. Насеље се налази на надморској висини од 573 м.